# Darth-Bane-Trilogie

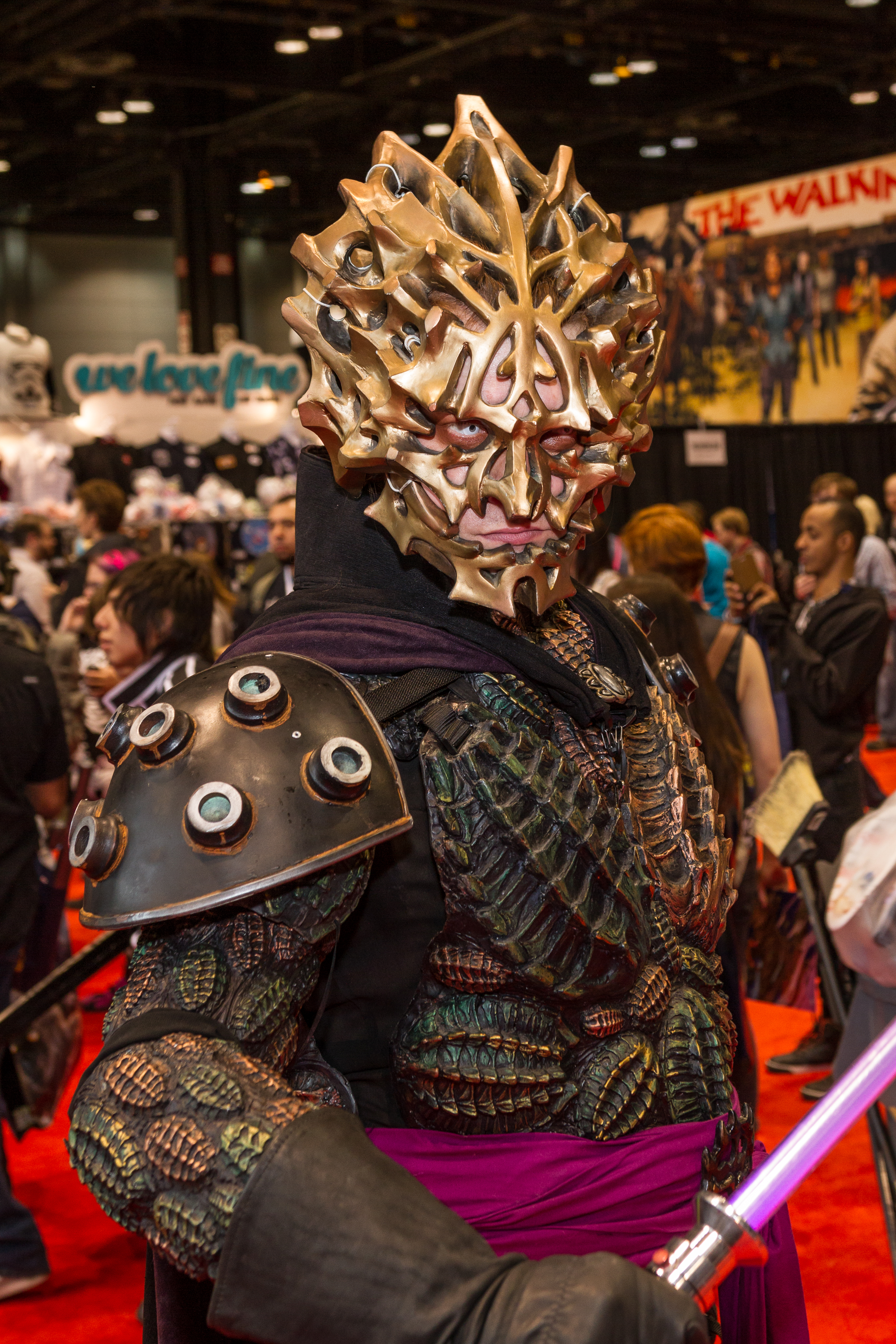
Darstellung des Charakters Darth Bane

Die Darth-Bane-Trilogie ist eine Star-Wars-Romanreihe aus der Feder des kanadischen Fantasy- und Science-Fiction-Autors Drew Karpyshyn. Sie umfasst die drei zwischen 2006 und 2009 erschienenen Bücher Schöpfer der Dunkelheit (Path of Destruction), Die Regel der Zwei (Rule of Two) und Dynastie des Bösen (Dynasty of Evil), die das Leben des Sith-Lords Darth Bane von 1003 bis 980 Jahre vor den Geschehnissen in Star Wars Episode IV: Eine neue Hoffnung beschreiben. Die Trilogie wurde in ihrer Originalfassung vom US-amerikanischen Verlag Del Rey Books und in deutscher Sprache vom Blanvalet Verlag, die beide Teil der Penguin-Random-House-Gruppe sind, veröffentlicht. Sie ist Teil des erweiterten Star-Wars-Universums, das seit der Übernahme von Lucasfilm durch die Walt Disney Company nicht mehr Teil des offiziellen Kanons, sondern der so genannten Legends ist, wodurch der Figur Darth Bane erst durch spätere Auftritte in kanonischen Werken wie der Fernsehserie Star Wars: The Clone Wars der Eintritt in das gültige Universum gelang.
Die fiktive Figur Darth Bane wurde ursprünglich vom Star-Wars-Schöpfer George Lucas für das Drehbuch des Filmes Star Wars Episode I - Die dunkle Bedrohung erschaffen und in der Romanadaption erwähnt. Er ist ein Sith-Lord, der in der fiktionalen Zeitrechnung des Star-Wars-Universums von der Ära der Alten Republik bis in die Ära des Aufstiegs des Imperiums lebte. Letztere Ära leitete er mit seinen Taten ein. Des Weiteren gilt er als Urheber der „Regel der Zwei“, die besagt, dass es im Sith-Orden „nur einen Meister und einen Schüler“ geben kann, was sowohl den Kern seiner Geschichte im Kanon als auch in den Legends darstellt. Den Ursprung der Regel bilden in der Roman-Reihe Banes Studien alter Sith-Schriften während seiner Ausbildung zum Sith-Lord an der Sith-Akademie von Korriban. Weil der Sith-Orden zum Scheitern verurteilt ist, löscht Bane diesen während einer Schlacht zwischen den Sith und der Alten Republik aus und gründet ihn auf Basis der Regel der Zwei gemeinsam mit seiner Schülerin Zannah neu, während die Jedi und die Republik im Glauben sind, die Sith wären vernichtet.
Viele Schauplätze, Charaktere und Geschehnisse beruhen zu wesentlichen Teilen auf der Comic-Reihe Jedi vs. Sith.

## Handlung

### Schöpfer der Dunkelheit
Darth Bane wird als Dessel auf dem Planeten Apatros als Sohn des Bergmanns Hurst geboren. Als Alkoholiker macht dieser Dessel für den Tod seiner Frau bei der Geburt verantwortlich, misshandelt ihn und bezeichnet ihn immer wieder als den Fluch (Engl. Bane), der auf ihm liegen würde. Bereits im Kindesalter schuftet er in den Minen, in denen der Rohstoff Cortosis für die Republik abgebaut wird. Bis ins Erwachsenenalter wird er dort gemobbt und Opfer roher Gewalt. Durch seine latente Affinität zur dunklen Seite der Macht gelingt es ihm jedoch, sich zur Wehr zu setzen. Darüber hinaus tötet er unbewusst durch diese Verbindung seinen berauschten Vater.
Nachdem er einen Ensign der republikanischen Marine in einem Kartenspiel besiegt hatte, lauert dieser ihm auf. Im Kampf tötet Dessel ihn zur Selbstverteidigung und ist zur Flucht gezwungen. Im Zuge dessen schließt er sich der Bruderschaft der Dunkelheit, einer Sith-Gemeinschaft, an. Infolge seines instinktiven Einsatzes der Macht, die er zunächst für einen Mythos hält, auf dem Schlachtfeld als Teil der Zwielichtkrieger, wird der Sith-Lord Kopecz auf ihn aufmerksam. Dieser bringt Dessel zur Akademie der Bruderschaft auf Korriban, damit er dort in den Künsten der dunklen Seite ausgebildet wird. Er nahm den Namen Bane an und entwickelte sich zu einem der besten Schüler der Akademie.
In einem Duell tötet er kaltblütig einen anderen Schüler, wodurch er insbesondere die Aufmerksamkeit von Sirak, dem besten Schüler der Akademie auf Korriban, auf sich zieht. Durch sein wachsendes Verständnis für die Macht realisiert er jedoch zunehmend, dass er für den Tod seines Vaters verantwortlich ist, wodurch er seine Fortschritte unbewusst ausbremst. Die Sith-Lords enthalten ihm infolgedessen sein persönliches Training vor, und nach einem vergeblichen Versuch, sich durch ein Duell mit Sirak wieder zu etablieren, zieht er sich aus dem Zentrum der Akademie zurück.
Erst als die einstige Jedi Githany auf ihn zukommt, um ihn insgeheim als Werkzeug zum Sieg über Sirak zu nutzen, findet er wieder auf den Weg der dunklen Seite zurück. Sie bringt ihm alles bei, was sie von den Sith-Lords lernt. Zudem studiert er die alten Schriften der Sith, wodurch ihm die großen Unterschiede des einstigen Sith-Ordens zur heutigen Bruderschaft auffallen. Er realisiert, dass durch die Existenz zahlreicher starker Sith Feindschaft entsteht und sich der Orden dadurch selbst auslöscht. Der Akademie-Leiter Qordis rät Bane sowohl vom Lesen der alten Schriften, als auch vom Privatunterricht von Githany ab. Bane ignoriert dies und begibt sich zum Tal der dunklen Lords auf Korriban, um dort nach Geheimnissen zu suchen. Nachdem er erfolglos von der Suche zurückkehrt, streckt er im Archiv der Akademie gemeinsam mit Githany Sirak nieder.
Als erster Sith seit Generationen nimmt er den Sith-Titel Darth an und kehrt der Bruderschaft den Rücken. Auf dem geschichtsträchtigen Planeten Rakata Prime entdeckt er das Sith-Holocron des Sith-Lords Darth Revan. Mit Hilfe der Studien, die sich in diesem verbergen, schließt er seine Ausbildung ab. Inspiriert von den Ideologien Revans entwirft er die Regel der Zwei, nach der nur zwei Sith-Lords gleichzeitig existieren dürfen. Einer, der Macht verkörpert und einer, der sie begehrt. Somit wird die Stärke der dunklen Seite bewahrt und weitergegeben.
Lord Kaan, der Gründer der Bruderschaft der Dunkelheit, befiehlt allen Schülern und Lords der Sith-Akademien sich auf den Planeten Ruusan zu begeben, um dort die Schlacht gegen die von den Jedi geführte republikanische Armee des Lichts zu gewinnen. Als Teil eines ausgeklügelten Plans, die Bruderschaft zu vernichten, lässt Bane Kaan die Pläne der sogenannten Gedankenbombe zukommen und bittet ihn, wieder der Bruderschaft beitreten zu dürfen. Anstelle dessen entsendet Kaan die durch Banes Verschwinden gekränkte Githany, um diesen zu töten. Sie trifft ihn auf Ambria und täuscht ihn, indem sie ihm die Rückkehr in Kaans Orden gestattet, während sie ihn mit einem Kuss vergiftet. Dem Tode nahe gelingt es ihm, den Heiler Caleb aufzufinden und zur Hilfe zu zwingen, indem er seine Tochter bedroht.
Er bricht nach Ruusan auf, wo er Kaan in die Schlacht gegen die Armee des Lichts folgt. Tatsächlich sorgt er jedoch dafür, dass die Republik gemeinsam mit den Jedi die Überhand gewinnen und Kaan somit gezwungen ist, die Gedankenbombe einzusetzen. Die Sith ziehen sich in ihrer vollständigen Anzahl in die Höhlen des Planeten zurück und locken dadurch etliche Jedi in ebendiese. Dort führen die Sith gemeinsam das Ritual der Gedankenbombe aus, wodurch alle Jedi vernichtet werden. Doch mit ihnen werden auch die Sith, einschließlich Kaan und Githany getötet, was Bane Kaan vor der Ausführung des Rituals verschwiegen hatte. Bane, der die Explosion der Gedankenbombe aus sicherer Entfernung mitverfolgt, trifft unterdessen auf die junge Jedi Zannah, die vor seinen Augen, geleitet durch die dunkle Seite der Macht zwei Jedi tötete, da diese wiederum eine mit ihr befreundete Einheimische getötet hatten, da sie diese als Bedrohung vermutet hatten. Sie bittet Bane daraufhin, sie in den Künsten der dunklen Seite zu unterrichten. Er nimmt Zannah zu seiner Schülerin.
Quelle:

### Die Regel der Zwei
Der zweite Roman setzt unmittelbar an den Geschehnissen des ersten an. Bane nimmt Zannah zur Schülerin und klärt sie über die Gedankenbombe sowie seine Absichten mit der Vernichtung der Bruderschaft der Dunkelheit auf. In den Höhlen, in denen diese explodierte, treffen sie auf Zannahs Cousin Tomcat, der sowohl auf Seiten der Republik, als auch auf der der Sith gekämpft hatte. Dieser fordert Bane heraus, doch Zannah kommt ihm zuvor und zerstört mit Hilfe der Macht seine Hand, um ihn vor dem Tod zu bewahren.
In den Aufzeichnungen des durch seine Hand getöteten Sith-Lords Quortis findet er Hinweise auf die Lehren des Sith-Lords Freedon Nadd, die auf den Mond Dxun des Planeten Onderon deuten. Er stellt Zannah mit der Aufgabe, ohne seine Hilfe innerhalb von 10 Tagen nach Onderon zu gelangen, vor ihre erste Lektion. Auf Dxun wird Bane auf der Suche nach Nadds Holocron von Orbalisken – Parasiten, die sich in der Haut des Opfers festbeißen, vermehren und nicht zu entfernen sind – befallen. Im Holocron wird er über diese aufgeklärt; so erfährt er, dass sie sich von ihm nähren, ihm aber gleichzeitig Stärke und durch ihre Panzerung einen Schutz vor nahezu jeder Waffe gewähren. Unterdessen gelingt es Zannah, einen von der Republik entsandten Suchtrupp zu überwältigen und mit dessen Schiff nach Onderon zu gelangen. Dort trifft sie auf das Volk der Bestienreiter, vor dem sie von Bane gerettet wird. Auf Ambria errichten sie ein Lager und stellen mithilfe von Kontaktpersonen ein Informationsnetz her.
Im Laufe des folgenden Jahrzehnts wird Zannah zu einer mächtigen Sith-Zauberin ausgebildet und fungiert als Banes ausführende Hand. Durch ihre Attraktivität profitiert sie dabei regelmäßig. Banes Körper hingegen wird mehr und mehr von den Orbalisken übersät, bis er mithilfe eines selbst gefertigten Helms nur noch sein Gesicht vor den Parasiten bewahrt. In der Rolle als Botschafterin schleust Zannah sich in eine Separatistenbewegung ein und stiftet diese zu einem verfrühten Angriff an, um Banes eigenen Plan zur Zerstörung der Republik durch die Sith anzustoßen.
Zannah lässt sich festnehmen, um den Anführer der Separatisten zu finden. Als diesen lernt sie den Machtnutzer Hetton, der sich als Sith-Fanatiker herausstellt, kennen. Dieser ist im Besitz der Position des Grabes der Sith-Lady Belia Darzu auf dem Planeten Tython, der sich im Tiefkern befindet. Zannah lockt Hetton mit der Behauptung, ihn zum Sith ausbilden zu wollen, nach Ambria, um Bane die Hinrichtung des Fanatikers zu überlassen und Zeuge seiner Kraft zu werden. Nach Hettons Tod reist Bane nach Tython, um Darzus Holocron zu finden, das ihm den Weg zur Erschaffung seines eigenen weist. Zannah wird in das Jedi-Archiv geschickt, um herauszufinden, wie Bane die Orbalisken entfernen kann, da diese sein Urteilsvermögen stören. Zuletzt hatte er das Lager zerstört, da er beim Bau seines Holocrons versagte.
Auf Tython wird Bane von Dutzenden Technobeasts angegriffen, einer Erfindung der alten Sith. Er vernichtet sie und findet das Holocron. Zannah besorgt als Jedi getarnt alle nötigen Informationen über die Orbalisken, wird jedoch von ihrem Cousin Tomcat entdeckt, der von einem Jedi nach Coruscant gebracht wurde, um von seinem letzten Treffen auf Bane und Zannah zu berichten. Da er zuletzt als Heiler agiert hatte, nimmt Zannah ihn mit nach Tython, damit er die Orbalisken entfernt. Sie werden von fünf Jedi verfolgt und in der Grabstätte angegriffen. Trotz der zahlenmäßigen Unterlegenheit gelingt ihnen der Sieg; Bane jedoch wird schwer verwundet.
Zannah und Tomcat bringen Bane nach Ambria, um ihn von Caleb heilen zu lassen. Als Gegenleistung kontaktieren sie den Rat der Jedi, um sich auszuliefern. Caleb entfernt die mittlerweile toten Orbalisken und heilt sein zerstörtes Fleisch. Als Bane von dem Kompromiss erfährt, bittet er Zannah ihn zu töten, da er nicht in Gefangenschaft landen wollen würde. Zannah jedoch hatte bereits ein Täuschungsmanöver geplant. Sie tötet Caleb und verstört Tomcat mit einem Sith-Zauber. Dieser greift daraufhin die Jedi an, die ihn eliminieren. Da sie die versteckten Sith dank eines weiteren Zaubers nicht entdecken, gehen sie davon aus, Tomcat wäre der Sith gewesen. Zannah pflegt Bane wieder gesund, woraufhin sie untertauchen.
Quelle:

### Dynastie des Bösen
Seit Banes Genesung sind zehn Jahre vergangen. Er und Zannah leben unter neuer Identität auf Ciutric IV. Bane wird älter und schwächer, jedoch zeigt Zannah keinerlei Ambition, ihn zu töten, um in seine Fußstapfen zu treten. Da er denkt, sie wäre nicht würdig den Sith-Orden fortzuführen, besucht er das Grab von Darth Andeddu, einem Sith-Lord, der das Geheimnis des Essenztransfers, den Weg zum ewigen Leben birgt. Er entsendet Zannah nach Doan, um sie von seiner Mission abzulenken. Während sie dort dem Tod eines Jedi-Ritters auf den Grund gehen soll, beginnt sie zeitgleich die Vernichtung von Bane zu planen. Sie nimmt den dunklen Jedi und Artefaktsammler Set Harth zu ihrem Schüler. Unterdessen stellt Bane auf dem Planeten Prakith Andeddus Holocron sicher.
Doans Prinzessin Serra, die Tochter des Heilers Caleb, wird von Albträumen heimgesucht, in denen Darth Bane auftaucht, der sie einst bedrohte, um von ihren Vater geheilt zu werden. Als sie erfährt, dass dieser Caleb erneut aufgesucht und ermordet habe, will sie Rache üben und engagiert eine Attentäterin, die den Namen Die Jägerin trägt. Um ihn foltern zu können, soll Bane ihr lebend ausgeliefert werden. Der Jägerin gelingt es, Bane kurz nach seiner Rückkehr von Prakith gefangen zu nehmen und geschwächt nach Doan zu bringen.
Zannah und Set treffen in ihrem Anwesen auf Ciutric IV ein und verfolgen die Spur der Entführer bis nach Doan zurück. In einem unterirdischen Gefängnis quält Serra Bane und enthüllt ihm ihre wahre Identität als Calebs Tochter. Jedoch wird Bane von Serras Leibwächterin befreit, da sie einst bei den Zwielichtkriegern unter seiner Führung erfolgreich hatte kämpfen dürfen. Nachdem Serra erkannt hatte, dass Bane entkommen war, aktiviert sie den Selbstzerstörungsmodus der Gefängnisanlage und flieht. In den Katakomben treffen Bane und Zannah aufeinander. In einem Duell streckt sie ihn beinahe nieder. Set findet das Holocron Andeddus, das Die Jägerin mit nach Doan genommen hatte und entscheidet sich gegen die Ausbildung zum Sith-Lord.
Bane gelingt mit Hilfe Der Attentäterin die Flucht vom Planeten. Gemeinsam verfolgen sie Serra nach Ambria, wo sie von ihnen getötet wird. Unter dem Namen Darth Cognus wird Die Jägerin Banes neue Schülerin. Um Zannah zu vernichten, sendet Bane ihr eine Nachricht mit seinem Standort. In einem Lichtschwertduell gewinnt Bane die Oberhand und steht kurz davor Zannah zu bezwingen, doch mithilfe eines Sith-Zaubers gelingt es ihr, das Blatt zu wenden. Als Bane merkt, dass er im Begriff ist zu sterben, schlägt er mit der Macht zu und versucht, Zannahs Bewusstsein zu überwältigen und ihren Körper mithilfe von Darth Andeddus Essenztransfertechnik zu übernehmen. Für einige Momente ist unklar, wer den Kampf um Zannahs Körper für sich entscheiden konnte, bis Zannah verkündet, dass sie der neue dunkle Lord der Sith wäre. Darth Cognus unterwirft sich ihr, bemerkt jedoch ein Zittern in Zannahs linker Hand, eines, wie es Bane vor seinem Tod hatte. Autor Drew Karpyshyn erklärte, dass Bane zum kleinen Teil in Zannah weiterleben würde.
An einem unbekannten Ort öffnet Set Harth das Holocron von Darth Andeddu, um über den Essenztransfer unterrichtet zu werden.
Quelle:

## Hintergrund

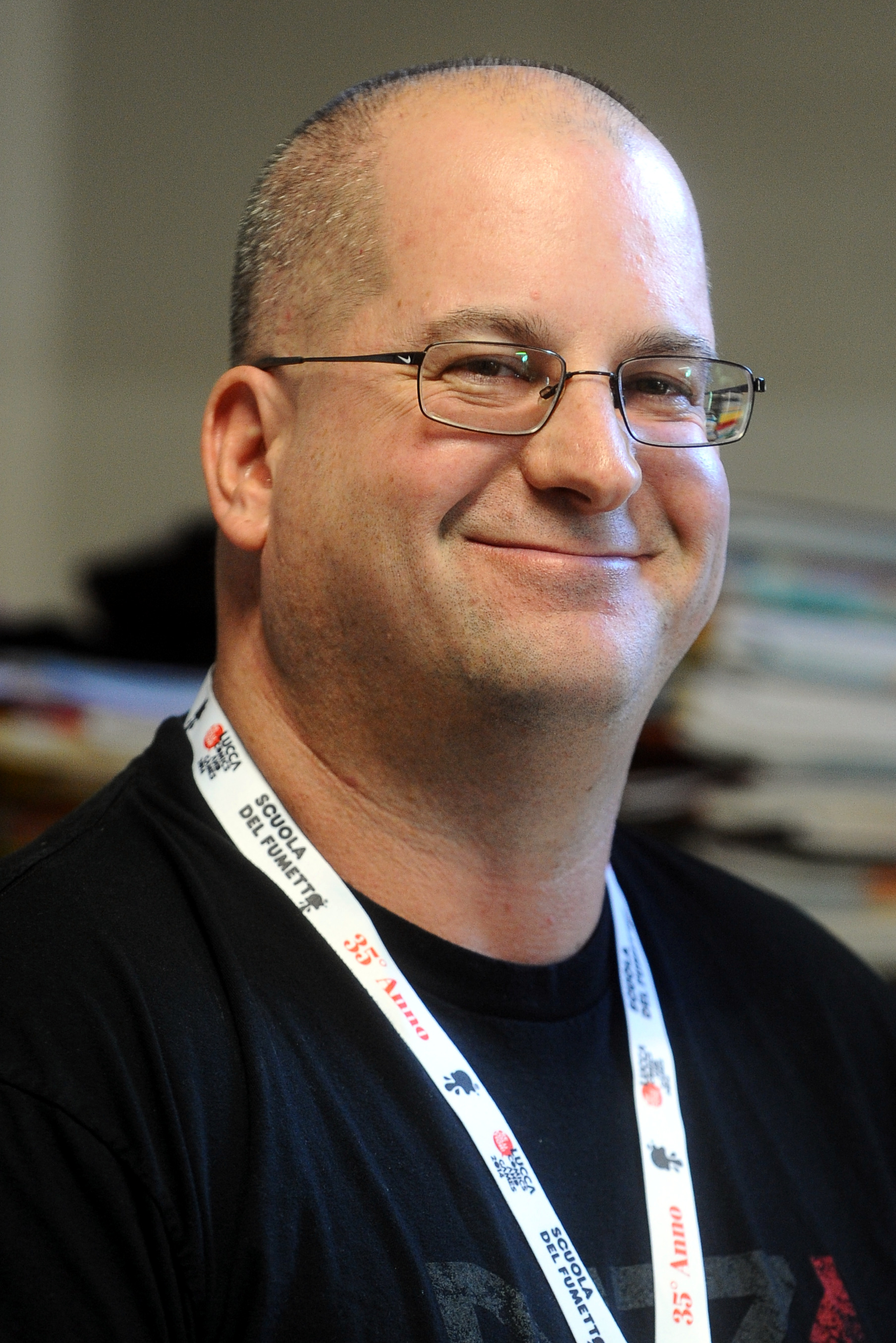
Drew Karpyshyn, Autor der Trilogie.

Die Figur Darth Bane wurde von George Lucas während der Verfassung des Drehbuchs zu dem Film Star Wars: Episode I – Die dunkle Bedrohung entworfen. Der Film bildet den Auftakt einer Trilogie, die die Vorgeschichte der Klassischen Star-Wars-Trilogie erzählt und erstmals den Orden der Sith vorstellt. Sowohl im Drehbuch, als auch im Film erklärt der Jedi-Meister Yoda die Regel der Zwei, doch nur im Drehbuch und in der Romanadaption erwähnt er in dessen Zuge auch Darth Bane. Seine Philosophie, dass es nur durch die Existenz eines Sith-Meisters und eines Sith-Schülers gelingt, die Herrschaft über die Galaxis zu erlangen, setzte sich durch die Geschehnisse in dem Film Star Wars Episode III: Die Rache der Sith durch. In diesem reißen Darth Sidious und Darth Vader die Kontrolle aller Sternensysteme an sich.
Des Weiteren tritt die Figur in der von Dark Horse Comics veröffentlichten Comic-Reihe Jedi vs. Sith auf. Diese erschien zwischen April 2001 und September 2001 und bildete später eine der Hauptvorlagen des ersten Darth-Bane-Romans Schöpfer der Dunkelheit. Die Comic-Reihe beschreibt den Verlauf der Schlacht von Ruusan, die von den Streitmächten der Republik und der Sith, der Armee des Lichts und der Zwielichtkrieger, ausgetragen wird. Angeführt werden die Armeen von dem Jedi-Meister Hoth und dem Sith-Lord Kaan, bis die Gedankenbombe unzählige machtsensitive Wesen in den Tod reist. Drahtzieher der Vernichtung ist Darth Bane, der Schöpfer der Regel der Zwei. Zu seiner Schülerin nimmt er die einstige Jedi Zannah. Große Teile dieser Handlung sowie zahlreiche Charaktere griff Karpyshyn in dem Roman auf und setzte die Geschehnisse in den folgenden Bänden fort.
Bevor Drew Karpyshyn als Autor für LucasBooks tätig wurde, agierte er unter anderem als Game Designer und Storyline-Schreiber bei LucasArts, wodurch er an der Entstehung des Computer-Rollenspiels Star Wars: Knights of the Old Republic beteiligt war. Nach dem Erfolg des Spieles bewarb er sich als Buchautor und erhielt den Auftrag, einen Roman zur Alten Republik zu schreiben. Für den ersten Entwurf orientierte er sich an dem Muster, das er einst für die Verfassung zweier Romane zu Videospielen der Spieleentwicklungsfirma Wizards of the Coast nutzte. Dabei hielt er sowohl den Umfang, als auch die Auswirkungen der Handlungen eher klein und unbedeutsam. Die Lektorinnen Shelly Shapiro und Sue Rostoni baten ihn nach Vorlage des ersten Skripts jedoch, die Story epischer zu gestalten und Ereignisse einzubringen, die die Galaxis grundlegend verändern. Er entschied sich daraufhin dafür, den Roman Darth Bane zu widmen. Sowohl LucasBooks als auch Del Rey gewährten ihm bei der Ausführung der Geschichte kreative Freiheit.
Während des Verfassens wurde er vor die Herausforderung gestellt, aus der Sicht eines Schurken zu schreiben, wodurch sich der Leser mit ihm identifizieren muss. Um dies zu erreichen, thematisierte er in Schöpfer der Dunkelheit die schleichende Entwicklung des Protagonisten von dem misshandelten Minenarbeiter Dessel zu einem Monster, das den Namen Darth Bane annimmt. Dabei sollte das Mitgefühl des Lesers aufgebracht und die Motive zur Verwandlung verstanden werden. Die dunkle Seite der Macht wollte Karpyshyn als etwas darstellen, das zum einen durch den Gewinn von Selbstvertrauen durch Hingabe und harte Arbeit erstrebenswert ist, zum anderen jedoch durch die fließende Grenze zu Gier oder Hass eine Gefahr darstellt.

## Fortführungen

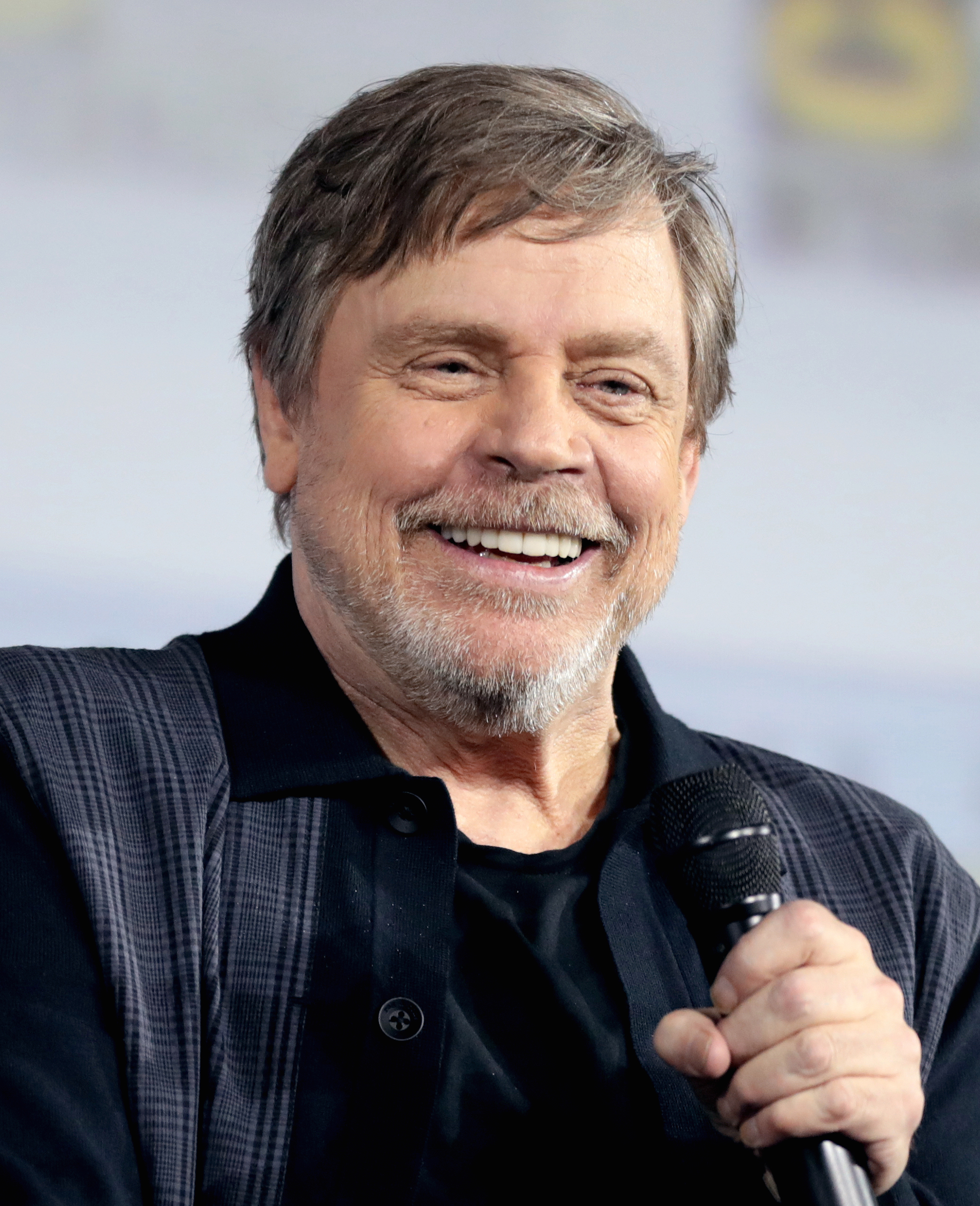
Mark Hamill lieh dem Sith-Lord in Star Wars: The Clone Wars seine Stimme.

In der zwischen 2006 und 2010 veröffentlichten Dark-Horse-Comics-Reihe Star Wars: Legacy wird die Geschichte um Darth Bane erstmals wieder aufgegriffen. Die Handlung spielt etwa 120 Jahre nach den Geschehnissen von Die Rückkehr der Jedi-Ritter und zeigt Bane gemeinsam mit den ebenfalls verstorbenen Sith-Lords Darth Nihilus und Darth Andeddu als Holocron-Erscheinungen. Diese verurteilen den Sith-Lord Darth Krayt dafür, dass er mehr als nur einen Lehrling angenommen hat und prophezeien, dass Krayts neues Sith-Reich zusammenbrechen wird, da seine Anhänger sich gegeneinander wenden würden.
Erstmals im offiziellen Kanon aufgenommen wurde Darth Bane durch sein Auftreten in der Fernsehserie Star Wars: The Clone Wars, die zwischen 2008 und 2020 produziert wurde. In der 13. Episode der sechsten Staffel erfährt der Zuschauer, dass Bane in einer Kammer auf dem Planeten Korriban, der in den Klonkriegen den Namen Moraband trägt, begraben wurde. Dort trifft Yoda auf seinen Geist. Gesprochen wird er in der Folge vom Luke-Skywalker-Darsteller Mark Hamill, der bereits zahlreichen Bösewichten anderer Franchises seine Stimme lieh und für seine Darstellung des Sith-Lords für einen Daytime Emmy Award nominiert wurde. Der Figur wurde vom Clone-Wars-Team eine Rüstung verliehen, bei deren Gestaltung sie sich unter anderem von den Rüstungen der Samurai, der Chinesischen Palastwache sowie von Darth Vader inspirieren ließen. Sein Auftreten hätte beinahe bereits in der 17. Folge von Staffel 3 stattgefunden. Dort sollte er ursprünglich gemeinsam mit dem Sith Lord Darth Revan zum Sohn des Wächters der Macht sprechen, jedoch wurde die Szene auf den Wunsch von George Lucas hin wieder verworfen, da der Handlungsverlauf nicht seiner Auffassung der Macht entsprach. Die zum Teil bereits animierte Szene zeigt Bane in seiner Orbalisken-Rüstung und seinem Helm.

## Rezeption

### Kritik
Die Darth-Bane-Trilogie gilt als eine der besten Buchserien des Star-Wars-Universums. Der Kritiker Rhett C. Bruno beschreibt die Trilogie als „eine wilde Fahrt“ und hebt insbesondere „Mr. Karpyshyns Fähigkeit, in den Fortsetzungen nahtlos zusätzliche Charaktere hinzuzufügen“ positiv hervor. Dem Leser würden die „direkten Kontraste“ und „Ähnlichkeiten“ zwischen der hellen und der dunklen Seite der Macht vermittelt werden.
Im Bezug auf den ersten Band lobt Lewis King von der Review-Website „Fantasy Book Review“ insbesondere wie „die Intrigen der Sith in einer wunderbaren, kraftvollen Darstellung“ gezeigt werden und betont die Parallelen zum Videospiel Star Wars: Knights of the Old Republic. Als einen Kritikpunkt erwähnt er den Verlust an „Originalität dank anderer Wissensquellen“. Stephen von der Webseite „The Force“ lobt die Entwicklung des Protagonisten und die Sympathien, die der Leser für ihn aufbaut. Auch wie Drew Karpyshyn „die Macht beschreibt, insbesondere ihre dunkle Seite“ fällt ihm positiv auf. Darüber hinaus beschreibt er insbesondere „die neuen Jäger, Schlachtschiffe, Scoutschiffe und Landfahrzeuge“ als gefundenes Fressen für „Flotten-Junkies“. „Die wenigen Kontinuitätsstörungen“ würden nicht ausreichen, „um die gut geschriebene Handlung, die wunderbar ausgearbeiteten Charaktere und das allgemeine Gefühl des Buches zu beeinträchtigen.“
David Maddox von der Website „The Works of Tim Powers“ beschreibt den zweiten Teil, Die Regel der Zwei, als „eine dunkle Geschichte von Machtlust und den Konsequenzen, wenn man dem rohen Ehrgeiz der Dunklen Seite nachgibt.“ Er lobt die Charakterentwicklung von Zannah, die zu einer „köstlich komplexen, konfliktreichen Figur“ wächst und die Art, wie das Buch „der dunklen Seite der Macht immer mehr Tiefe verleiht und man nie“ wisse, „wer die persönlichen Helden sind.“ Ein Kritiker der Seite „TheGeeksAttic“ beschreibt Die Regel der Zwei als eine hervorragende Fortsetzung und lobt Karpyshyn, in der Art, „wie er neue Charaktere in die Geschichte“ einbindet und „zu früheren Themen oder Orten“ zurückreist.
Chris von der Website „Mynock Manor“ lobt insbesondere das Finale des dritten Romans. Er beschreibt den letzten Kampf zwischen Zannah und Bane als „einen großartigen Takt, der dem Hype, den die Trilogie aufgebaut hatte gerecht wird“ und sie auf einem „fantastischen Höhepunkt beendet.“

### Bestseller-Platzierungen
Der erste Teil der Trilogie Schöpfer der Dunkelheit erreichte im Oktober 2006 Platz 11 der The New York Times Best Seller list. Die Regel der Zwei stieg im Januar 2007 auf Platz 14 der The New York Times Best Seller list ein.

## Hörbuch
Am 30. Oktober 2012 wurde vom US-amerikanischen Verlag Penguin Random House ein Hörbuch zu allen drei Bänden der Trilogie veröffentlicht. Gelesen wurden sie von Jonathan Davis, der als Sprecher zahlreicher weiterer Romane des Star-Wars-Franchises bekannt ist.

## Verfilmung
Nachdem die Figur Darth Bane 2014 in der Fernsehserie Star Wars: The Clone Wars mit der Stimme von Mark Hamill erstmals auf die Leinwand gebracht wurde, verbreiteten sich im Juni 2019 erstmals Gerüchte, die besagten, dass Disney und Lucasfilm an einer Realverfilmung der Geschichte entweder als Film oder als Live-Action-Serie arbeiten würden. Diese gingen von einem Artikel des Online-Magazins We Get This Covered aus, der sich auf einen Insider berief. Als Darsteller würde der US-amerikanische Schauspieler Dave Bautista gecastet werden.
Ende September 2020 gab der Insider-Journalist Daniel Richtman bekannt, dass Disney hoffen würde, „Darth Bane für mehrere Projekte nutzen zu können“.

## Ausgaben

### Deutsch
- Drew Karpyshyn: Schöpfer der Dunkelheit. Blanvalet, 2007, ISBN 3-442-24453-6.
  - Übersetzung durch Regina Winter.
- Drew Karpyshyn: Die Regel der Zwei. Blanvalet, 2008, ISBN 3-442-26596-7.
  - Übersetzung durch Michael Nagula
- Drew Karpyshyn: Dynastie des Bösen. Blanvalet, 2011, ISBN 3-442-37559-2.
  - Übersetzung durch Andreas Kasprzak

### Englisch
- Drew Karpyshyn: Path of Destruction. Del Rey, 2006, ISBN 0-345-47736-7.
- Drew Karpyshyn: Rule of Two. Del Rey, 2007 0-345-47748-0
- Drew Karpyshyn: Dynasty of Evil. Del Rey, 2009, ISBN 0-345-51156-5.

- Drew Karpyshyn: The Darth Bane Series. Del Rey, 2012, ISBN 0-345-54119-7.
  - Trilogie als E-Book.

### Hörbuch
- Drew Karpyshyn: Path of Destruction: Star Wars Legends (Darth Bane). Random House Audio, 2012
  - Gelesen von Jonathan Davis
- Drew Karpyshyn: Rule of Two Star Wars Legends (Darth Bane). Random House Audio, 2012
  - Gelesen von Jonathan Davis
- Drew Karpyshyn: Dynasty of Evil Star Wars Legends (Darth Bane). Random House Audio, 2012
  - Gelesen von Jonathan Davis